# Lea Ahlborn
Lea Fredrika Ahlborn, född Lundgren den 18 februari 1826 i Stockholm, död där den 13 november 1897, var en svensk gravör. Hon var ledamot av Konstakademien och den första kvinnan i statens tjänst och världens enda kvinna i rollen kunglig mynt- och medaljgravör.

## Liv och karriär
Som dotter till myntgravören Ludvig Lundgren och Rebecca Johanna Salmson visade hon tidigt intresse för faderns yrke och var tillsammans med Amalia Lindegren, Jeanette Möller och Agnes Börjesson en av de fyra kvinnor som 1849 accepterades med dispens som extraelever vid Konstakademien. Deras lärare var professorn Carl Gustaf Qvarnström, och hon gjorde 1851 en studieresa till Paris med Qvarnström och sin bror Pehr Henrik. I Paris arbetade hon hos bildhuggaren Armand Toussaint, myntgravören Jacques-Jean Barre och hos sin morbror, medaljgravören Johan Salmson.   
Hon blev myntgravör vid Kungliga Myntverket 30 mars 1855 och därmed den första kvinnan i svensk statstjänst, och valdes samma år in som ledamot av Konstakademien. Hon höll sig uppdaterad i sitt yrke och bidrog till att höja och utveckla medaljkonsten. Hon graverade stämplarna till alla svenska mynt präglade under 1800-talets andra hälft och präglade de flesta medaljer som utfördes i Sverige under samma tid, närmare 400 stycken. Bland annat utförde hon arbeten åt Svenska Akademien, Vetenskapsakademien och Kungliga sällskapet Pro Patria, och nämnas kan medaljporträtten av kungaparet vid deras silverbröllop. Därutöver graverade hon stämplarna till de norska guldmynten och gjorde den första uppsättningen finska mynt efter kejsar Alexander II:s beslut 1860 att marken blev Finlands myntenhet varefter det finska myntverket grundats. Hon fick även beställning från Amerikanska staten att utföra medaljer av George Washington vid 100-årsjubileet av frihetskrigets slut 1883 och 400-hundraårsjubileet av Christofer Columbus upptäckt av Amerika 1892. Hon fick under sin tid flera utmärkelser, 1863 av Karl XV medaljen Litteris et artibus, 1883 svenska statens stora guldmedalj Illis quorum för trettioårig utmärkt verksamhet i rikets tjänst. Av storhertigen av Mecklenburg-Schwerin hedrades hon med medaljen für Wissenschaft und Kunst. Hon var hedersledamot av flera föreningar utanför Sverige och sedan 1878 hedersledamot av kejserliga konstakademien i Sankt Petersburg. År 1881 utnämndes hon till ledamot av den svenska Kungliga akademien för de fria konsterna.  
Då hon närmade sig pensionsåldern 1896 var det första gången en kvinna skulle pensioneras som statsanställd i Sverige, och det diskuterades i Myntdirektionen, Statskontoret, Statsutskottet och riksdagens kamrar om hon skulle få lika stor pension som en manlig statsanställd (två tredjedelar av lönen), halverad pension eller ingen pension alls. Denna diskussion blev aldrig avgjord; Lea Ahlborn avslutade den genom att inte pensionera sig utan arbetade fram till sin död i hjärnblödning 1897. Ahlborn finns representerad vid bland annat Göteborgs konstmuseum och Nationalmuseum och Judiska museet i Stockholm. 
Hon gifte sig 1854 med Carl Ahlborn. De hade sonen Carl Gustaf Ahlborn. Lea Ahlborns syster Johanna Carolina Weidenhayn blev en av Sveriges första yrkesxylografer.

## Galleri

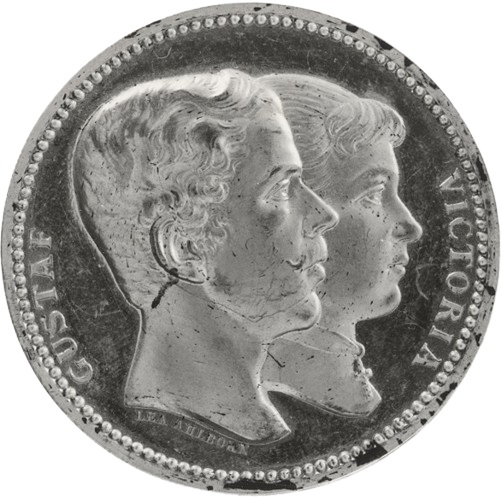
Minnesmedalj över Gustav V:s och Victorias av Baden bröllop 20 september 1881, gravör: Lea Ahlborn
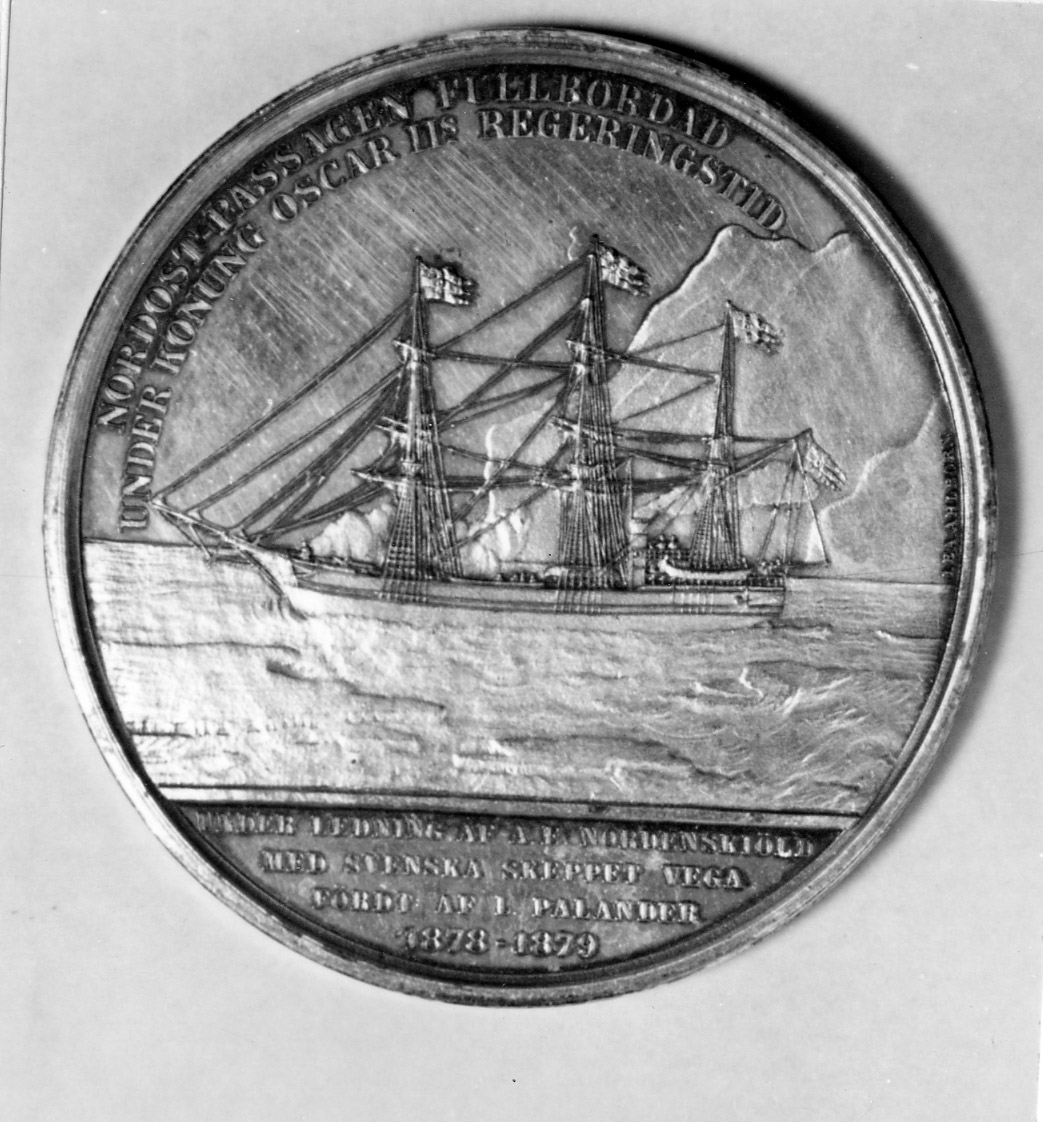
Minnesmedalj över Nordostpassagens fullbordande 1878-1879, gravör: Lea Ahlborn
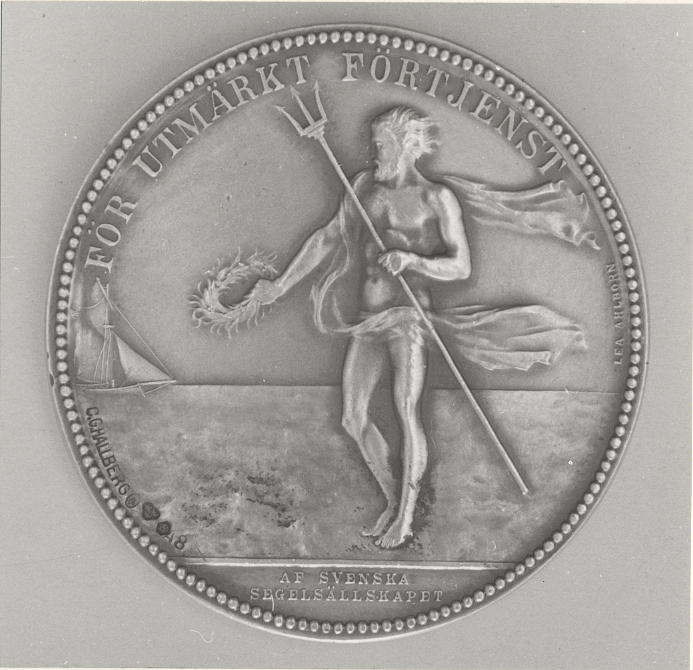
Svenska Segelsällskapets förtjänstmedalj, gravör: Lea Ahlborn
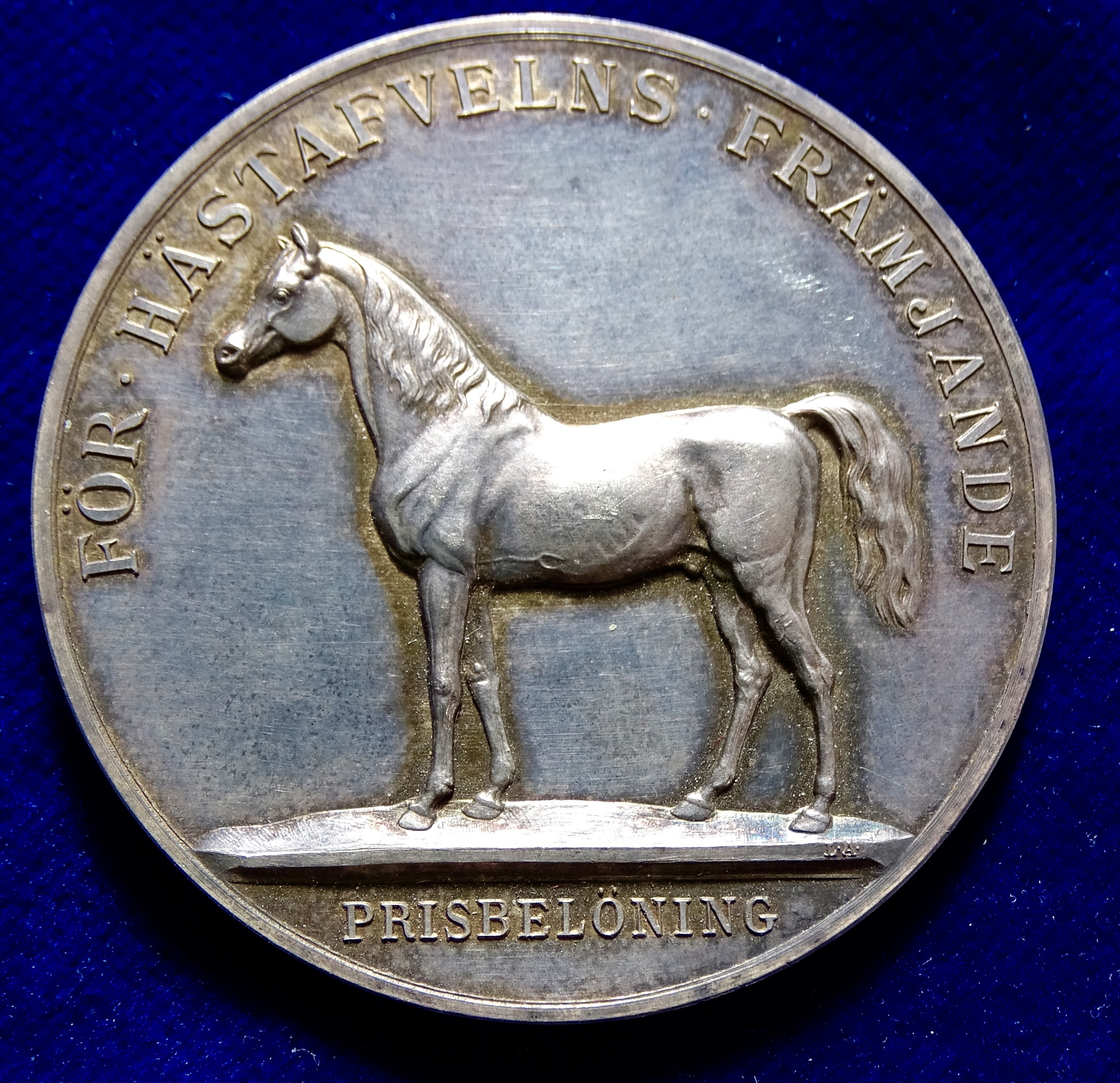
Prismedalj av silver "För hästavelns främjande", gravör: Lea Ahlborn.